# Marina Știrbei
Marina Știrbei sau Marina Știrbey (n. 19 martie 1912, Viena, Austria – d. 15 iulie 2001, Bouloc, Franța) a fost o aviatoare română. Supranumită recent de presa românească din secolul al XXI-lea „Prințesa aviației românești”, numele ei este legat de înființarea Escadrilei Albe.

## Biografie
Marina Știrbei s-a născut la Viena, pe 19 martie 1912. Marina fost fiica prințului George Știrbei, nepoata lui George Valentin Bibescu și verișoara lui Constantin Cantacuzino („Bâzu”).
Copilăria si-a petrecut-o în localitatea Dărmănești, județul Bacău, alături de mama și  sora sa, Alexandra.

### Aviatoare
În 1935 a urmat școala de pilotaj „Mircea Cantacuzino”, condusă de Ioana Cantacuzino. Aceasta era singura școală care accepta și femei ca elevi și pe care a absolvit-o obținând brevetul de pilot gr. I (pilotaj) nr. 93/1935 (al șaselea brevet feminin în România). Ulterior va obține și brevetul de pilot gr. II (navigare). Imediat și-a cumpărat un avion propriu, un ICAR Universal (înmatriculat YR-MAI). Antrenată în zborul acrobatic de Bâzu, în 1936 s-a clasat pe locul I la concursul național aerian, categoria „avioane ușoare de turism”.
Între 15–23 octombrie 1938, a luat parte în calitate de membră a Comitetului Central al Crucii Roșii din România la manevrele militare regale de la Galați, organizate de Forțele Aeriene Regale ale României, manevre la care a pilotat avionul sanitar Monospar ST-25 (înmatriculat YR-SAN) și la care au participat și aviatoarele Mariana Drăgescu, Nadia Russo, Virginia Thomas, Virginia Duțescu și Irina Burnaia.
În 1939 a efectuat cu avionul propriu un raid de documentare de la București la Stockholm. În timpul raidului, în Finlanda a vizitat organizația Lotta Svärd. La întoarcere a depus un memoriu la Ministerul Aerului prin care solicita înființarea unei escadrile sanitare pentru transportul răniților, cu avioane pilotate de femei. Escadrila, cu numele de Escadrila Sanitară, a fost înființată la 25 iunie 1940 și din ea făceau parte Nadia Russo, Mariana Drăgescu și Virginia Thomas, iar în curând și Virginia Duțescu. Porecla de „Escadrila Albă”, sub care era cunoscută, a fost dată de ziaristul italian Curzio Malaparte, și venea de la faptul că era dotată cu avioane de tip RWD-13, de fabricație poloneză, vopsite inițial în alb, cu crucea roșie aplicată pe fuzelaj și pe aripi.

### În al Doilea Război Mondial
Marina Știrbei a creat în cel de-al Doilea Război Mondial și o Instituție medicală la conacul familiei sale din Dărmănești, pentru a-i ajuta pe soldații răniți, salvați de pe front.
În 1942 s-a căsătorit cu prințul Constantin Basarab Brâcoveanu, nași fiind Martha Bibescu și George Matei Cantacuzino.

### După al Doilea Război Mondial
În 1948 soțul ei a fost arestat, iar avionul ICAR și diferite alte bunuri au fost confiscate. După arestarea soțului, ea și cei doi băieți, Constantin și Mihai, au fost nevoiți să trăiască din vânzarea puținelor bunuri pe care le mai avea. În 1964 Marina a reușit să plece din România cu ajutorul Marthei Bibescu. Temporar s-a stabilit în Anglia, iar mai târziu s-a mutat definitiv în Franța. Marina a murit la 15 iulie 2001.